# Blizzard de la Nouvelle-Angleterre
 (décembre 2023).
Si vous disposez d'ouvrages ou d'articles de référence ou si vous connaissez des sites web de qualité traitant du thème abordé ici, merci de compléter l'article en donnant les références utiles à sa vérifiabilité et en les liant à la section « Notes et références ».
Le Blizzard de la Nouvelle-Angleterre (en anglais : New England Blizzard) était un club franchisé de américain de basket-ball féminin. La franchise, basée à Hartford dans le Connecticut, a appartenu à la American Basketball League et a disparu en même temps que la ligue le 22 décembre 1998.

## Palmarès
néant

## Entraîneurs successifs
- ?-? :  K.C. Jones

## Joueuses célèbres ou marquantes
- Stacey Lovelace
- Carolyn Jones-Young
- Jennifer Rizzotti